# 786 Bredichina
786 Bredichina
786 Bredichina là một tiểu hành tinh ở vành đai chính. Nó được Franz Kaiser phát hiện ngày 20.4.1914 ở Heidelberg và được đặt theo tên Fedor Aleksandrovich Bredikhin, nhà thiên văn học người Nga.